# Lagtingsvalget 1932
Lagtingsvalget på Færøerne 1932 blev afholdt 19. januar 1932.
Antallet af repræsentanter i Lagtinget blev reduceret fra 23 til 21 ved valget i 1932.
Loysingarflokkurin stillede til valg for første gang.

## Resultater
| Parti                | Tilslutning | Mandater i Lagtinget | Ændring fra 1928 (mandater) | Ændring fra 1928 (%) |
| -------------------- | ----------- | -------------------- | --------------------------- | -------------------- |
| Sambandsflokkurin    | 50,1 %      | 11                   | +1                          | 4,0                  |
| Sjálvstýrisflokkurin | 37,3 %      | 8                    | -3                          | -5                   |
| Javnaðarflokkurin    | 10,5 %      | 2                    | —                           | -0,1                 |
| Loysingarflokkurin   | 0,2 %       | 0                    | nyt                         | 0,2                  |
| Løsgængere           | 1,8 %       | 0                    | —                           | 0,8                  |

## Eksterne Henvisninger
- Hagstova Føroya — Íbúgvaviðurskifti og val (Færøsk statistik)